# NGC 5601
NGC 5601 est une galaxie spirale (lenticulaire ?) située dans la constellation du Bouvier. Sa vitesse par rapport au fond diffus cosmologique est de 5 402 ± 12 km/s, ce qui correspond à une distance de Hubble de 79,7 ± 5,6 Mpc (∼260 millions d'al). NGC 5601 a été découverte par l'astronome irlandais Robert Stawell Ball en 1867.